# 李鐵拐
鐵拐李，亦稱李鐵拐，相傳名為李凝陽、李洪水、李玄、李岳，小字拐兒，自號李孔目，是道教八仙之一。傳說能夠護佑鐵匠與乞丐。

## 身世

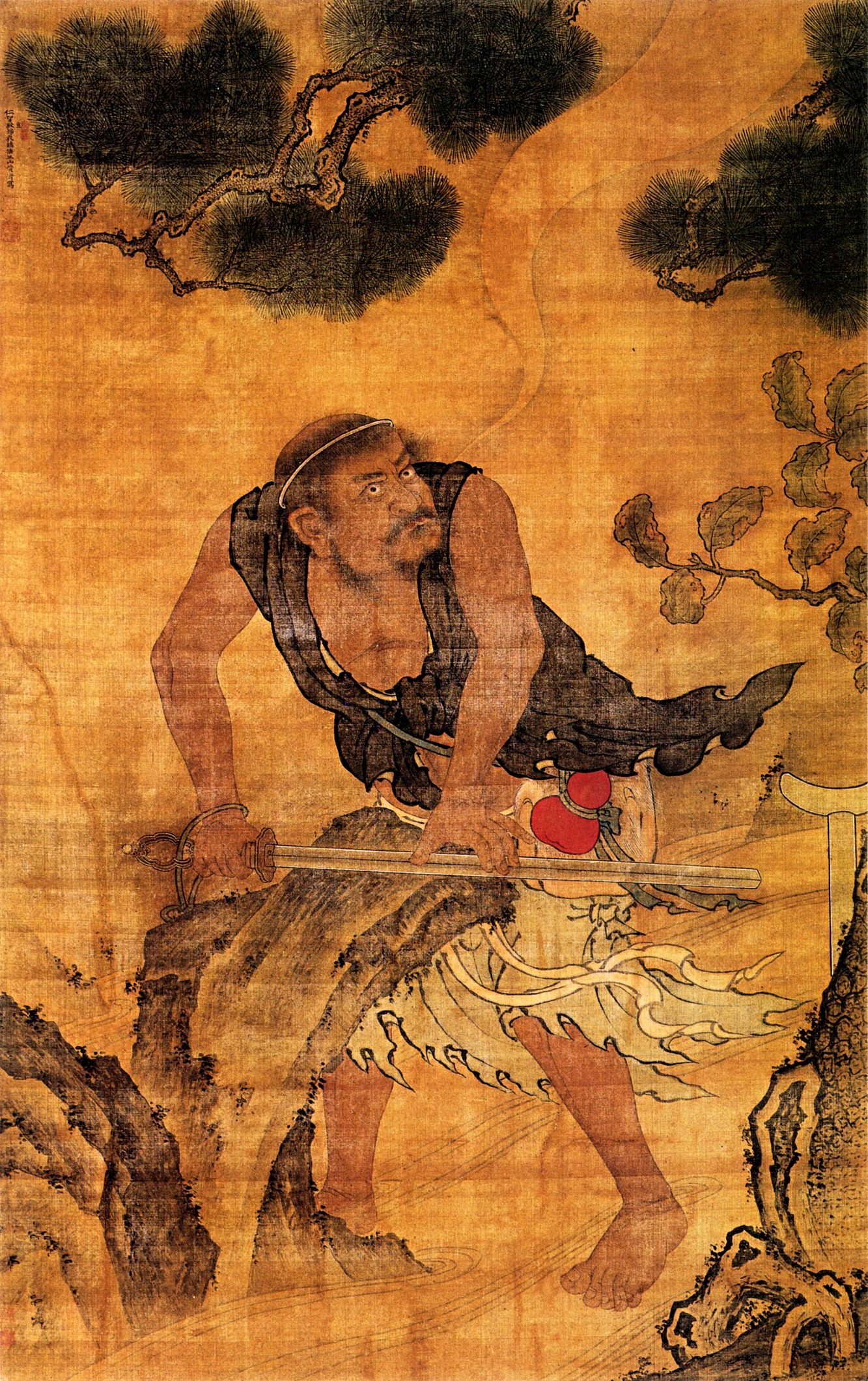
礪劍圖，明代黃濟绘，现藏于北京故宫博物院

鐵拐李的身世說法傳說頗多。魯迅的《中國小說史略》說他姓李，名玄；趙翼的《陔余叢考》中又說他姓劉。《混元仙派圖》稱他是呂洞賓的弟子。《列仙全传》说他长得十分魁梧，是一位伟丈夫，在深山洞穴中修道。

### 吕洞宾度铁拐李岳
郑州孔目岳寿恃权自重，吕洞宾发现他有仙缘便前来度化，结果吕洞宾却被岳寿吊起。廉访使韩魏公来郑州访查，救下吕洞宾，自己却被岳孔目吊起。韩魏公被索要钱财后放走。岳孔目得知韩魏公身份后受惊病重而死。吕洞宾到地府帮助岳寿还魂，收他为徒，免其油镬之刑，但他尸骸已被妻子火化，只得借老李屠之子小李屠的尸身还魂。吕洞宾给他新名李岳，道号铁拐。还阳后待李岳功成行满，吕洞宾再去点化他成仙。

### 借屍還魂
李鐵拐早歲聞道，曾靈魂出竅到華山以赴老君之約，遂與徒弟相約，七日不見他甦醒，即可將他的身體火化，沒想到徒弟認為神遊的他已然物化，且極欲歸家探望病急的老母，忍耐至第六日，即將李真人肉身火葬。李真人返回之後，僅見到自己的骨灰，靈魂無所依歸，於是借屍還魂，附上一餓死乞丐的屍身，蓬首垢面，坦腹跛足，並撐一根鐵杖，故此以後被稱為「鐵拐李」。

### 鐵杖化龍而去
鐵拐李常行乞於市，為人所賤。一天，突然把鐵杖向天上一拋，鐵杖化為飛龍，鐵拐李亦乘龍而去。

### 西王母所點化
又有一說鐵拐李乃西王母點化得道，自始位列仙班，封東華教主，授鐵杖一根。

## 影視作品

### 電影
- 1976年大陸版電影《八仙过海》：王岭森饰铁拐李
- 1985年大陸版電影《八仙的传说》：赵钱孙饰铁拐李
- 1993年香港版電影《笑八仙》：成奎安饰铁拐李

### 電視劇
- 1985年香港版ATV電視劇《八仙过海》：江漢饰铁拐李
- 1985年香港版TVB電視劇《杨家将》：朱鐵和饰铁拐李
- 1989年大陸版電視劇《仙侣传奇》：朱金銘饰铁拐李
- 1996年香港版TVB電視劇《西游记》：黃煒林饰铁拐李
- 1998年新加坡版電視劇《东游记》：林益盛饰铁拐李
- 1998年香港版TVB電視劇《西遊記（貳）》：黃煒林饰铁拐李
- 1998年台灣版台視電視劇《李鐵拐》：王豪飾李鐵拐
- 2002年大陸版電視劇《笑八仙之素女的故事》：國永振饰铁拐李
- 2002年香港版TVB電視劇《繾綣仙凡間》：盧海鵬饰铁拐李、江華饰李玄
- 2006年大陸版電視劇《八仙传奇》：林佑星饰铁拐李
- 2008年大陸版電視劇《八仙全传》：吳岱融饰铁拐李
- 2011年大陸版電視劇《碧波仙子》：贾康熙饰铁拐李
- 2014年大陸版電視劇《劍俠》：李進榮饰铁拐李
- 2014年大陸版電視劇《蓬萊八仙》：趙毅饰铁拐李
- 2016年大陸版電視劇《仙班校园》：莫美林饰铁拐李
- 2018年大陸版電視劇《小戏骨：八仙过海》：鄒軒琦饰铁拐李